# Mart Benders
Martha (Mart) Benders, (Amsterdam, 2 augustus 1943) is een Nederlands fluitist in ruste en schrijfster.
Zij is na Anje en Ellen de jongste dochter van leraar middelbaar onderwijs Johan Benders (overleden 6 april 1943) en logopediste Gerritdina Letteboer, beiden werkzaam in het verzet en onderduikadresverschaffers. Ze presenteerde in 1966/1967 het VARA-programma Uit Bellevue. Later werd ze vertaalster. Ze was getrouwd met pianist Henk de By. Mart was getrouwd met musicus Victor Swillens.
Zij studeerde aan het Amsterdams Lyceum (vader was er eerder leraar) en later aan het Muzieklyceum Amsterdam. Ze werd na lid te zijn geweest van het ALPHO (Alternatief Philharmonisch Orkest) op 28-jarige leeftijd fluitist bij het Radio Filharmonisch Orkest en speelde ook in het Resistentieorkest van Hub Mathijsen. Op 22 juni 2019 presenteerde ze Een goedemorgen met ... op NPO Klassiek.
Haar vader leerde ze eigenlijk pas kennen na 1980 toen haar moeder overleed in een periode dat ze voorbereidende werkzaamheden verrichtte voor haar boek en van diverse kanten signalen opving van haar vaders werk in het verzet tijdens de Tweede Wereldoorlog. Thuis werd daar nooit over gesproken, Onderzoek leverde in 2019 het boek Leraar in oorlogstijd. Reconstructie van een vader op. 
Zus Anje Benders (1939) was kortstondig zangeres/pianist en studeerde Engels en werd daarin lerares; ze was als werkstudente betrokken bij het Holland Festival.